# Jaferowa Kopa
Jaferowa Kopa – wzniesienie o wysokości 1598 m w Jaferowym Grzbiecie w polskich Tatrach Zachodnich. Jego stoki opadają do dwóch odgałęzień Doliny Pyszniańskiej: wschodnie do Jaferowego Żlebu, zachodnie do Dolinki. Skalisty wierzchołek Jaferowej Kopy zarasta kosodrzewina.
Znajduje się poza szlakami turystycznymi, na obszarze ochrony ścisłej „Pyszna, Tomanowa, Pisana”.